# Maiden Voyage
Maiden Voyage je peti studijski album ameriškega jazzovskega pianista Herbieja Hancocka, ki ga je 17. marca 1965 posnel Rudy Van Gelder za založbo Blue Note Records. To je konceptualni album, ki ustvarja oceansko vzdušje. Imena številnih skladb se nanašajo na morsko biologijo ali morje, glasbeniki pa so razvijali koncept skozi uporabo prostora in dinamiko plimovanja. Leta 1999 je bil album uvrščen v Grammy dvorano slavnih.

## Pregled
Bob Blumenthal je v notranjih opombah izdaje iz 1999 zapisal: »Dnevniki založbe Blue Note prikazujejo, da je bil šest dni prej poskus snemanja skladb 'Maiden Voyage', 'Little One' in 'Dolphin Dance' s Freddiejem Hubbardom na kornetu in Stujem Martinom na bobnih. Posnetki so bili takrat zavrženi in so bili v naslednjih letih izgubljeni.« V približno istem času je bila posneta drugačna verzija skladbe »Little One« s strani Miles Davis Quinteta (Miles Davis, Herbie Hancock, Wayne Shorter, Ron Carter in Tony Williams), ki je izšla na albumu E.S.P. istega leta kot Maiden Voyage.
Kot inspiracijo za skladbo »Dolphin Dance« je Hancock navedel Basiejevo »Shiny Stockings«.

## Sprejem
The Penguin Guide to Jazz je album določil kot del svoje zbirke Core s štirimi zvezdicami in ga označil za »kolosalni dosežek človeka, starega le 24 let.« Stephen Thomas Erlewine je v recenziji za spletni portal AllMusic album opisal kot »utemeljeno njegova najboljša plošča iz 60. let, ki je dosegla popolno ravnovesje med dostopnim, liričnim jazzom in hard bopom.«

## Zapuščina
»Maiden Voyage«, »The Eye of the Hurricane« in »Dolphin Dance« so postale jazzovski standardi in so vključene v New Real Book vol. 2. V intervjuju za KCET TV leta 2011, je Hancock označil »Maiden Voyage« za svojo najljubšo kompozicijo. Hancock je skladbi »Maiden Voyage« in »Dolphin Dance« ponovno posnel za album Dedication, ki je izšel leta 1974, naslovno skladbo pa je ponovno posnel za album Perfect Machine, ki je izšel leta 1988. »Dolphin Dance« je bila ponovno posneta 1981 za album Herbie Hancock Trio. Živi verziji naslovne skladbe je Hancock izdal leta 1979 na albumu CoreaHancock in leta 1980 na albumu An Evening with Herbie Hancock & Chick Corea: In Concert. Živi verziji skladb »Maiden Voyage« in »Eye of the Hurricane« sta bili posneti s kvintetom V.S.O.P., izšli pa sta leta 1977 na albumu VSOP: Tempest in the Colosseum.

## Seznam skladb
Avtor vseh skladb je Herbie Hancock.
| Št. | Naslov                     | Dolžina |
| --- | -------------------------- | ------- |
| 1.  | „Maiden Voyage‟            | 7:53    |
| 2.  | „The Eye of the Hurricane‟ | 5:57    |
| 3.  | „Little One‟               | 8:43    |
| 4.  | „Survival of the Fittest‟  | 9:59    |
| 5.  | „Dolphin Dance‟            | 9:16    |

## Zasedba
- Herbie Hancock − klavir
- Freddie Hubbard − trobenta
- George Coleman − tenorski saksofon
- Ron Carter − bas
- Tony Williams − bobni

## Druge verzije
- Bobby Hutcherson (vibrafonist) je izdal verzijo »Maiden Voyage« na svojem albumu Happenings.
- Grant Green (kitarist) je izdal verzijo »Maiden Voyage« na svojem albumu Alive!.
- Ahmad Jamal je leta 1971 izdal verzijo »Dolphin Dance« na svojem albumu The Awakening.
- Blood, Sweat in Tears je leta 1972 izdala verzijo »Maiden Voyage« na svojem albumu New Blood.
- Grover Washington Jr. je leta 1976 izdal verzijo »Dolphin Dance« na svojem albumu A Secret Place.
- Skupina Phish je posnela skladbo »Maiden Voyage« na svojih zgodnjih koncertih. Živa verzija skladbe je izšla na njihovem albumu Colorado '88.
- Japonski kitarist Kazumi Watanabe je leta 1989 izdal verzijo »Dolphin Dance« na svojem albumu Kilowatt.
- Christian McBride, Nicholas Payton in Mark Whitfield so leta 1997 izdali verzijo »The Eye of the Hurricane« na svojem albumu Fingerpainting: The Music of Herbie Hancock.
- Toto je izdala verzijo »Maiden Voyage« na albumu Through the Looking Glass.
- Madlib je remiksal »Dolphin Dance« in jo kombiniral s skladbo »Peace« Horaca Silverja in remiks leta 2003 izdal na albumu Shades of Blue.
- Robert Glasper je leta 2004 izdal verzijo »Maiden Voyage« na albumu Mood.
- Jazzovski pianist John Beasley je leta 2008 izdal spominski album Hancocku z naslovom Letter to Herbie, ki vsebuje predelavo »Maiden Voyage« naslovljeno z »Bedtime Voyage«, album pa vsebuje tudi verzijo »Eye of the Hurricane«.
- Ray Barbee in The Mattson 2 so leta 2009 izdali verzijo »Maiden Voyage« na albumu Ray Barbee Meets The Mattson 2.